# Џагалоглу хамам
41° 0′ 38.16″ N 28° 58′ 32.16″ E / 41.0106000° С; 28.9756000° И
Џагалоглу хамам (тур. Cağaloğlu Hamam) је турско купатило, или хамам (тур. hamam) у Истанбулу (тур. İstanbul), Турска (тур. Türkiye Cumhuriyeti). Овај историјски хамам изграђен је 1741. године и налази се у Султанахмет (тур. Sultan Ahmet), историјском центру Истанбула у округу Фатих. Био је један од последњих великих хамама изграђених у Константинопољу (Истанбулу) и последњи је пример такве врсте хамама током османског периода. Џагалоглу хамам је јавно купатило са два одељка, мушким и женским, површине 2834 м2 а успешно ради и данас.

## Историја
Џагалоглу хамам је изграђена како би се прикупили приходи за библиотеку султана Махмуда I (тур. I. Mahmud), која се налазила унутар џамије Аја Софија (грч. Αγία Σοφία, тур. Ayasofya). Изградњу је започео један од главних архитеката тог времена Сулејман Ага (тур. Süleyman Ağa) а завршио 1741. године Абдулах Ага (тур. Abdullah Ağa). Зграда је смештена у старом језгру Истанбула у улици Професора Казима Исмаила Гуркана (тур. Kazım İsmail Gürkan) у чијем је продужетку улица Јербетан (тур. Yerebatan), која се протеже све до Аја Софије. Како се на том простору налазио двор великог везира, познатог као Џагалоглу Синан-паша (тур. Cağaloğlu Yusuf Sinan Paşa), цео крај је понео његово име, као и купатило. Султан Мустафа III (тур. III. Mustafa) је 1768. године забранио сваку даљу градњу великих купатила услед све веће потребе града за водом и дрветом па је Џагалоглу хамам било последње велико купатило изграђено у Истанбулу током османског периода. Џагалоглу хамам је током своје историје био веома популаран, па су га посећивале и познате личности као што су: Мустафа Кемал Ататурк (тур. Mustafa Kemal Atatürk), краљ Едвард VIII (енгл. Edward VIII), кајзер Вилхелм II, краљ Фахд (арап. فهد بن عبد العزيز ال سعود), Рокфелер (енгл. John D. Rockefeller), Франц Лист (мађ. Liszt Ferenc), Флоренс Најтингејл (енгл. Florence Nightingale), као и многи други. Данас клијентелу овог историјског купатила чине готово у потпуности туристи.

## Архитектура
Џагалоглу хамам је изграђен као јавно купатило са одвојеним деловима за мушкарце и жене. Улаз у женски део налази се у споредној улици (истог имена као и купатило, Џагалоглу хамам), док се у мушки део улази из главне улице (Професора Казима Исмаила Гуркана). На улазу се налазе два мермерна стуба са „сталактитним” капителима на обе стране и необичним мермерним луком у стилу који не одговара ни једном периоду турске архитектуре. До мушког дела долази се низ степениште до врата која омогућавају приступ свлачионици, изнад којих је натпис са 7 редова и 28 стихова. Кроз овај улаз се долази до простране пријемне собе (тур. camegah), која није грејана („хладна соба”). Овај простор за пресвлачење је квадратног облика димензија 14×14 м и покривен је великом куполом. У средини се налази мермерни базен са фонтаном барокног стила. Овај део купатила је веома светао јер су у зидовима за испуну, унутар великих лукова, постављена по три прозора (већи у средини а мањи са стране) и светларником на врху. Купола се ослоња на осам лукова и осам мермерних стубова. Топли део, коме се може приступити кроз двоја врата, има потпуно другачији облик од класичних турских купатила. Овде су по четири стуба повезана један са другим (и зидовима) помоћу лукова, формирајући осмоугао. Овако формиран осмоугао је окружен са три ајвана, класичне турске архитектуре (међутим, ови ајвани су куполасти, а не засвођени). У угловима су четири просторије које обезбеђују приватност а сличан распоред је и на женској страни. Десно од мушког топлог дела налази се још један правоугаони простор којим се прелази у женски топли део. Унутрашњи распоред прати давно успостављену традиционалну форму за хамама, иако архитектонски детаљи и декорација одражавају каснији османски барокни стил 18. века.